# اسکادران ۳۰۳، روایتی واقعی
اسکادران ۳۰۳، روایتی واقعی (لهستانی: Dywizjon 303. Historia prawdziwa) یک فیلم جنگی درام لهستانی-بریتانیایی است که در سال ۲۰۱۸ منتشر شد. فیلمنامهٔ این فیلم بر اساس کتابِ واقعیت‌محورِ «اسکادران ۳۰۳» (۱۹۴۲) به قلم آرکادی فیدلر نگاشته شد.

## گزیدهٔ بازیگران
- پیوتر آدامچیک
- ماچئی زاکوشچیلنی
- آنا پروس
- کارا تیوبولد
- آنتونی کرولیکوفسکی
- کشیشتوف کفیاتکوفسکی
- یان ویچورکوفسکی
- پیوتر ویتکوفسکی
- توماش ماندس
- روبرت چبوتار
- ماچئی مارچفسکی
- نیکودم رزبیتسکی